# Aitona
Aitona ist eine katalanische Gemeinde (Municipio) mit 2.603 Einwohnern (Stand: 2024) in der Provinz Lleida im Nordosten Spaniens. Sie ist Teil der Comarca Segrià. 

## Geographie
Aitona liegt etwa 18 Kilometer südwestlich vom Stadtzentrum von Lleida in einer Höhe von ca. 110 m am Segre. Am Nordrand der Gemeinde führt die Autopista AP-2 entlang.

## Einwohnerentwicklung
| 1900 | 1930 | 1950 | 1970 | 1981 | 1991 | 2001 | 2011 | 2021 |
| ---- | ---- | ---- | ---- | ---- | ---- | ---- | ---- | ---- |
| 2075 | 2469 | 2526 | 2126 | 2237 | 2259 | 2183 | 2405 | 2493 |

## Sehenswürdigkeiten

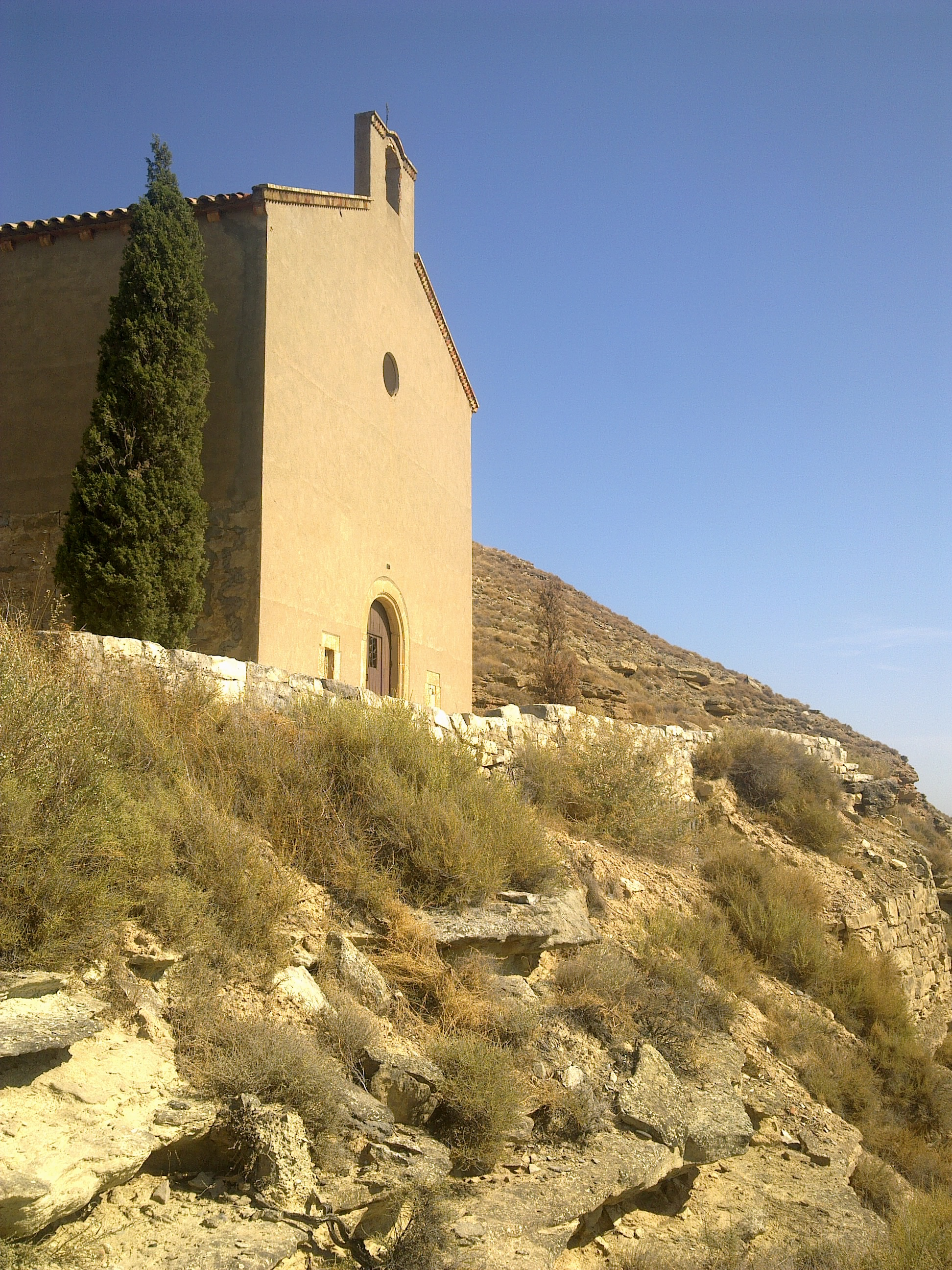
Burgruine von Carratalà
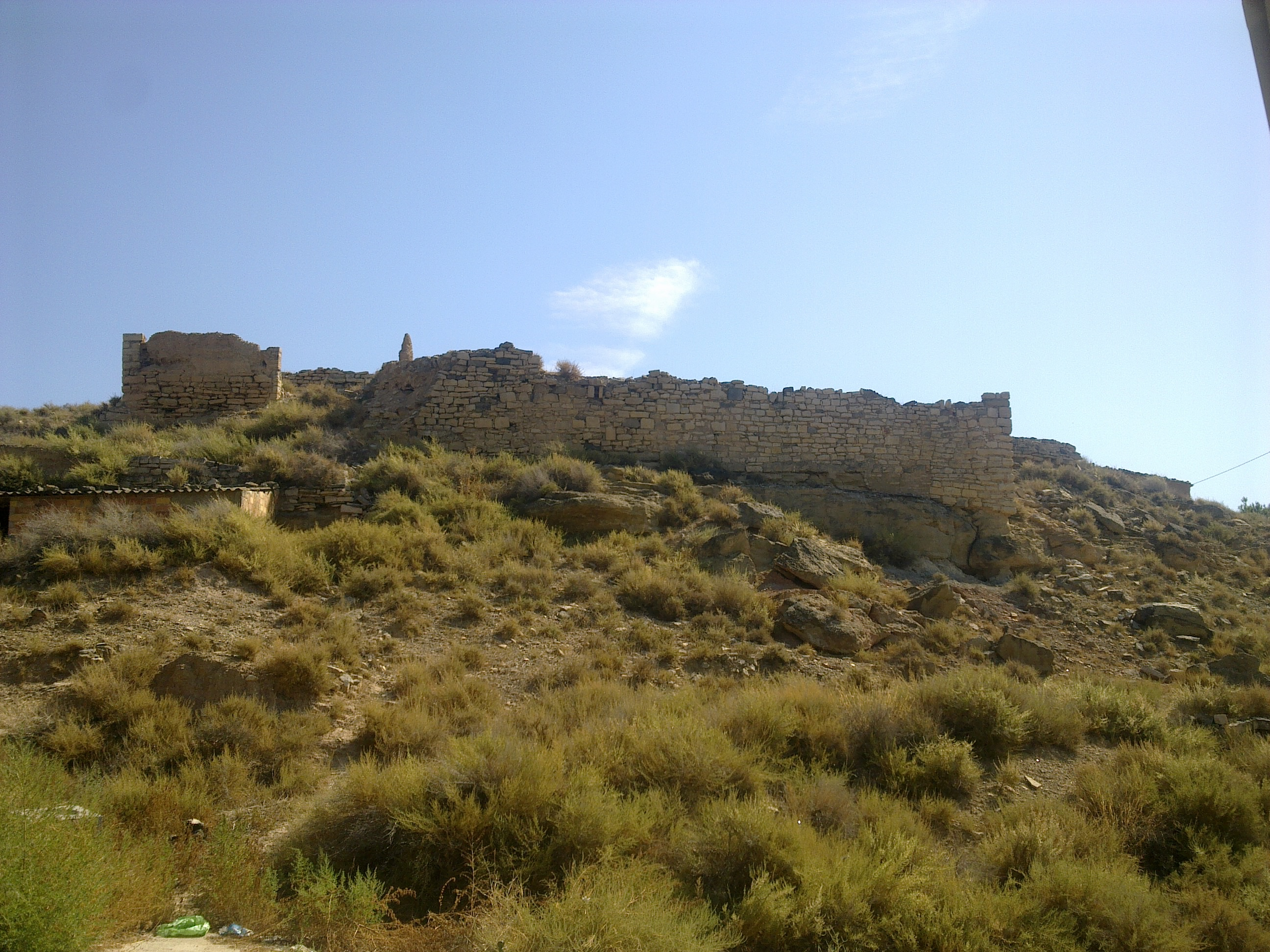
Burgruine von Aitona
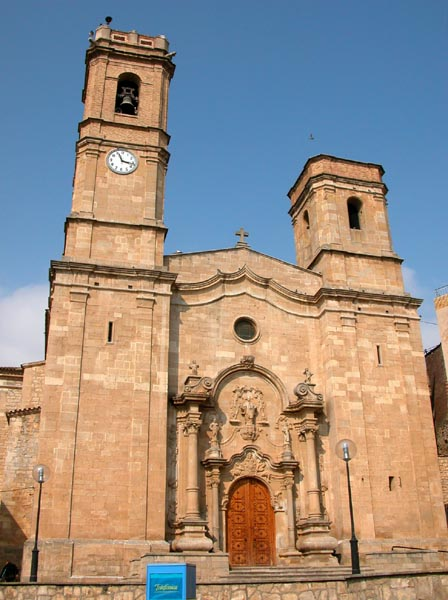
Kirche Sant Antolí

- Burgruine von Carratalà
- Burgruine von Aitona
- Kirche Sant Antolí

## Persönlichkeiten
- Teresa Jornet y Ibars (1843–1897), Ordensgründerin, Heilige der römisch-katholischen Kirche